# Phaonia fangshanensis
Phaonia fangshanensis este o specie de muște din genul Phaonia, familia Muscidae, descrisă de Wang, Xue și Wu în anul 1997. Conform Catalogue of Life specia Phaonia fangshanensis nu are subspecii cunoscute.